# 尾宿三
天蝎座 ζ1（ζ1 Sco）是一个在天蝎座的B型特超巨星。它的视星等在4.66-4.86间变化。该星是天蝎座OB1和NGC 6231疏散星团的成员，又称“北珠宝盒星团”。大约有70倍太阳质量，它也是银河系已知最明亮恒星之一，估计辐射热光度大约85万倍太阳，半径超过太阳的100倍。
这个超巨星的恒星风以每年1.55 × 10−6太阳质量的速度抛出物质，或是大约每64万年1太阳质量。
天蝎座 ζ1与天蝎座 ζ2形成光学双星，两星物理上并不组成双星系统。ζ2距离只有155光年，实际上远暗于ζ1。ζ2的橙色调可以和ζ1区分，特别是长时间曝光的摄影。